# 中闪米特语支
中闪米特语支是闪米特语族的一个语支假说。中闪米特语支下又分为阿拉伯语支和西北闪米特语支两个亚语支，前者包括阿拉伯语及其众多变体，后者包括亚拉姆语、乌加里特语和腓尼基语等。
中闪米特语支所属语言有着以下的显著特征：
- 闪米特语族特有的重辅音以咽音化的形式发出，而非挤喉音；
  - 如原始闪米特语的 *ṭ [tʼ]和*ṣ [tsʼ]在阿拉伯语和亚拉姆语中为[tˤ]和[sˤ]；
  - 原始闪语的*ḳ [kʼ]变为清小舌塞音 [q]；
- 出现否定标记 *bal，来源不明；
- t普遍作为过去时后缀标记使用，不分人称；
- 出现非过去时前缀ya-qtulu，代替ya-qattal；
- 动词前缀元音音素趋同。对阿卡德语的研究显示原始闪语有以下四个前缀：*ʔa-、*ta-、*ni-、*yi-。在中闪米特语言中，所有前缀依据规则归为统一的元音。语支内部的不同语言在这一点有所不同，阿拉伯语将之全部归为a，但西北闪米特语除a外也有i的情况。

关于闪米特语族内部的细分法还没有公认的定论，不过此分法是最为常见的。民族语提出南中闪米特语支（包括阿拉伯语和希伯来语），和亚拉姆语支对立。
阿拉伯语和西北闪米特语的区别体现在阿拉伯语的破碎式复数上，大部分阿拉伯语名词的复数形式都以这种规则产生，西北闪米特语更倾向于利用词缀变化实现。如阿拉伯语的‎ bayt（房屋），复数形式是‎ buyūt，而希伯来语的בַּיִת bayit复数形式则是בָּתִּים‎ bātīm。